# Soto de la Vega
Soto de la Vega é um município da Espanha na província de León, comunidade autónoma de Castela e Leão, de área km² com população de 1888 habitantes (2007) e densidade populacional de 81,56 hab/km².

## Demografia
| Variação demográfica do município entre 1991 e 2004 | Variação demográfica do município entre 1991 e 2004 | Variação demográfica do município entre 1991 e 2004 | Variação demográfica do município entre 1991 e 2004 |
| --------------------------------------------------- | --------------------------------------------------- | --------------------------------------------------- | --------------------------------------------------- |
| 1991                                                | 1996                                                | 2001                                                | 2004                                                |
| 2258                                                | 2101                                                | 1944                                                | 1933                                                |